# Сильчев, Борис Константинович
Борис Константинович Сильчев (род. 7 февраля 1926) — советский боксёр, призёр чемпионатов СССР, участник летних Олимпийских игр 1952 года в Хельсинки, мастер спорта СССР (1948), судья всесоюзной категории.

## Биография
Выпускник Московского техникума физической культуры и спорта. Тренировался под руководством В. С. Щербакова. Выступал за клубы «Труд» (Москва, 1949) и «Трудовые резервы» (Москва, 1951).
Представлял СССР на Олимпиаде 1952 года, где выступал в категории до 75 кг. В первом туре был свободен от схваток. Во втором туре в бою с австралийцем Энтони Мэдиганом потерпел поражение по очкам и выбыл из дальнейшей борьбы.
Был председателем бюро секции бокса Центрального клуба ВДСО «Трудовые резервы». Окончил Московское РУ-18. Работал мастером производственного обучения в Московском художественном ремесленном училище № 41.

## Спортивные результаты
- Чемпионат СССР по боксу 1949 года — ;
- Чемпионат СССР по боксу 1951 года — ;